# Monthelon (Saona y Loira)
 Monthelon  es una población y comuna francesa, en la región de Borgoña, departamento de Saona y Loira, en el distrito de Autun y cantón de Autun-Nord.

## Demografía
| 293 | 280 | 251 | 274 | 257 | 279 |
| Para los censos de 1962 a 1999 la población legal corresponde a la población sin duplicidades (Fuente: INSEE [Consultar]) |     |     |     |     |     |